# Och, Karol 2 (album)
Och, Karol 2 – ścieżka dźwiękowa do filmu komediowego Piotra Wereśniaka, Och, Karol 2. 
Ścieżka dźwiękowa filmu jest dwupłytowym wydawnictwem. Na jednej płycie znajdują się współczesne hity, wśród nich Wierność jest nudna w wykonaniu Natalii Kukulskiej, który promuje ten film. Druga płyta zawiera dźwięki muzyczne utworzone przez Macieja Zielińskiego.

## Lista utworów
1. Natalia Kukulska - Wierność jest nudna
2. Katy Perry - I Kissed A Girl
3. ATB - You're Not Alone
4. Nelly Furtado - Say it right
5. Justin Timberlake - What Goes Around... Comes Around
6. Hot Chocolate - You sexy thing
7. Bob Sinclar - Love generation
8. Seal - Killer
9. Within Temptation - Utopia
10. Lenka - The Show
11. Amanda Lear - Enigma (Give a bit of mmh to me)
12. Agnes Carlsson - I need you now
13. Adele - Chasing Pavements